# Timken Museum of Art
Le Timken Museum of Art est un musée d'art situé à San Diego, en Californie.

## Collections
- La Mort de la Vierge (1457-1467), par Petrus Christus.
- Paysage fluvial avec la parabole du semeur (1557), par Pieter Brueghel l'Ancien.
- Vierge à l'Enfant avec sainte Élisabeth, saint Jean le Baptiste enfant et sainte Catherine (1565-1570), par Paul Véronèse.
- Portrait d'un homme inconnu (1634), par Frans Hals.
- Saint Barthélemy (1657), par Rembrandt.
- Amoureux dans un parc (1758), par François Boucher.
- Portrait de Cooper Penrose (1802), par Jacques-Louis David.
- Vue de Volterra (1838), par Jean-Baptiste Camille Corot.
- Cho-looke, the Yosemite Fall (1864), par Albert Bierstadt.